# Amblyjoppa rufobalteata
Amblyjoppa rufobalteata is een insect dat behoort tot de orde vliesvleugeligen (Hymenoptera) en de familie van de gewone sluipwespen (Ichneumonidae). De wetenschappelijke naam van de soort werd voor het eerst geldig gepubliceerd door Peter Cameron in 1902. Deze soort komt voor in de Khasiheuvels in India.